# Чемпіонат СРСР з легкої атлетики в приміщенні 1971 — Стрибки з жердиною (чоловіки)

## Результати

### Фінал
| Місце | Атлет                 | Регіон        | Місто/Область   | Результат |
| ----- | --------------------- | ------------- | --------------- | --------- |
| 1     | Юрій Ханафін          | РРФСР         | Свердловськ     | 5,10      |
| 2     | Геннадій Близнецов    | УРСР          | Харків          | 5,00      |
| 3     | Юрій Ісаков           | РРФСР         | Свердловськ     | 5,00      |
| 4     | Геннадій Мелікян      | Москва        | Москва          | 4,80      |
| 5     | Олександр Малютін     | РРФСР         | Московська обл. | 4,80      |
| 6     | Ігор Фельд            | Ленінград     | Ленінград       | 4,60      |
| 7     | Валентин Сиромятников | УРСР          | Жданов          | 4,60      |
| 8     | Ааво Луйгела          | Естонська РСР | Таллінн         | 4,60      |